# Йа (буква старомонгольского алфавита)
Хэргэни йа — буква маньчжурской и старомонгольской письменности, обозначает палатальный аппроксимант. В начале и в середине слова буква передаётся графическим элементом эртэгер шилбэ, в конце слова пишется так же как и гласная буква "И" с помощью элемента хубс.

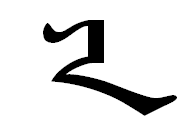
Хэргэни йа
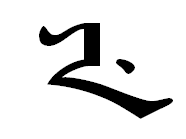
Хэргэги Йе
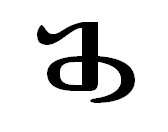
Хэргэни Йо

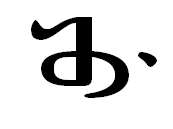
Хэргэни Йу
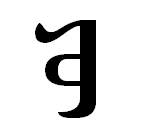
Хэргэни Йуу